# Record d'Europe de natation dames du 50 mètres brasse
Progression du record d'Europe de natation sportive dames pour l'épreuve du 50 mètres brasse en bassin de 50 et 25 mètres.

## Bassin de 50 mètres
| Temps         | Athlète             | Naissance | Âge | Nationalité        | Compétition                | Lieu        | Date              |
| ------------- | ------------------- | --------- | --- | ------------------ | -------------------------- | ----------- | ----------------- |
| 32 s 05       | Tanya Bogomilova    |           |     | Bulgarie           |                            | Madrid      | 21 août 1986      |
| 32 s 00       | Silke Hörner        |           |     | Allemagne de l'Est |                            | Strasbourg  | 21 août 1987      |
| 31 s 84       | Silke Hörner        |           |     | Allemagne de l'Est |                            | Séoul       | 23 septembre 1988 |
| 31 s 58       | Silke Hörner        |           |     | Allemagne de l'Est |                            | Séoul       | 23 septembre 1988 |
| 31 s 52       | Zoe Baker           | 1976      | 23  | Royaume-Uni        |                            | Sheffield   | 8 juillet 1999    |
| 31 s 43       | Zoe Baker           | 1976      | 23  | Royaume-Uni        |                            | Istanbul    | 29 juillet 1999   |
| 31 s 34       | Ágnes Kovács        | 1981      | 19  | Hongrie            |                            | Monte-Carlo | 21 mai 2000       |
| 31 s 23       | Zoe Baker           | 1976      | 25  | Royaume-Uni        |                            | Fukuoka     | 26 juillet 2001   |
| 31 s 04       | Zoe Baker           | 1976      | 26  | Royaume-Uni        |                            | Manchester  | 10 avril 2002     |
| 31 s 03       | Zoe Baker           | 1976      | 26  | Royaume-Uni        |                            | Manchester  | 30 juillet 2002   |
| 30 s 57       | Zoe Baker           | 1976      | 26  | Royaume-Uni        |                            | Manchester  | 30 juillet 2002   |
| 30 s 23,      | Yuliya Efimova      | 1992      | 17  | Russie             | Championnats de Russie (d) | Moscou      | 28 avril 2009     |
| 30 s 05,      | Yuliya Efimova      | 1992      | 17  | Russie             | Championnats de Russie (f) | Moscou      | 28 avril 2009     |
| 30 s 32       | Valentina Artemyeva | 1986      | 23  | Russie             | Championnats de Russie     | Moscou      | 28 avril 2009     |
| 30 s 32       | Valentina Artemyeva | 1986      | 23  | Russie             | Mare Nostrum               | Monaco      | 8 juin 2009       |
| 30 s 24       | Yuliya Efimova      | 1992      | 17  | Russie             | Championnats du monde (s)  | Rome        | 1er août 2009     |
| 30 s 09 (RM)  | Yuliya Efimova      | 1992      | 17  | Russie             | Championnats du monde (f)  | Rome        | 2 août 2009       |
| 29 s 96       | Rūta Meilutytė      | 1997      | 16  | Lituanie           | Mare Nostrum               | Barcelone   | 11 juin 2013      |
| 29 s 78 (RM)  | Yuliya Efimova      | 1992      | 21  | Russie             | Championnats du monde (s)  | Barcelone   | 3 août 2013       |
| 29 s 48 (RM)  | Rūta Meilutytė      | 1997      | 16  | Lituanie           | Championnats du monde (d)  | Barcelone   | 3 août 2013       |
| 29 s 30 (RM)  | Benedetta Pilato    | 2005      | 16  | Italie             | Championnats d'Europe (d)  | Budapest    | 22 mai 2021       |
| =29 s 30 (RM) | Rūta Meilutytė      | 1997      | 26  | Lituanie           | Championnats du monde (d)  | Fukuoka     | 29 juillet 2023   |
| 29 s 16 (RM)  | Rūta Meilutytė      | 1997      | 26  | Lituanie           | Championnats du monde (f)  | Fukuoka     | 30 juillet 2023   |

## Bassin de 25 mètres
| Temps        | Athlète             | Naissance | Âge | Nationalité | Compétition                   | Lieu      | Date             |
| ------------ | ------------------- | --------- | --- | ----------- | ----------------------------- | --------- | ---------------- |
| 30 s 97      | Zoe Baker           | 1976      | 25  | Royaume-Uni |                               | Perth     | 3 août 2001      |
| 30 s 78      | Zoe Baker           | 1976      | 25  | Royaume-Uni |                               | New York  | 21 octobre 2001  |
| 30 s 61      | Zoe Baker           | 1976      | 25  | Royaume-Uni |                               | Melbourne | 9 décembre 2001  |
| 30 s 56      | Emma Igelström      | 1980      | 20  | Suède       |                               | Anvers    | 13 décembre 2001 |
| 30 s 53      | Zoe Baker           | 1976      | 26  | Royaume-Uni |                               | Durban    | 4 janvier 2002   |
| 30 s 51      | Zoe Baker           | 1976      | 26  | Royaume-Uni |                               | Imperia   | 15 janvier 2002  |
| 30 s 43      | Emma Igelström      | 1980      | 20  | Suède       |                               | Stockholm | 23 janvier 2002  |
| 30 s 31      | Zoe Baker           | 1976      | 26  | Royaume-Uni |                               | Berlin    | 27 juin 2002     |
| 30 s 24      | Emma Igelström      | 1980      | 22  | Suède       |                               | Göteborg  | 14 mars 2002     |
| 29 s 96      | Emma Igelström      | 1980      | 23  | Suède       |                               | Moscou    | 16 mars 2003     |
| 29 s 86      | Valentina Artemyeva | 1986      | 22  | Russie      | Coupe du monde 2008           | Moscou    | 9 novembre 2008  |
| 29 s 83      | Valentina Artemyeva | 1986      | 22  | Russie      | Championnats d'Europe (s)     | Rijeka    | 11 décembre 2008 |
| 29 s 77      | Valentina Artemyeva | 1986      | 22  | Russie      | Championnats d'Europe (d)     | Rijeka    | 11 décembre 2008 |
| 29 s 55      | Janne Schäfer       | 1981      | 28  | Allemagne   | Coupe du monde (f)            | Berlin    | 15 novembre 2009 |
| 29 s 51      | Rūta Meilutytė      | 1997      | 15  | Lituanie    | Championnats du monde (d)     | Istanbul  | 12 décembre 2012 |
| 29 s 44      | Rūta Meilutytė      | 1997      | 15  | Lituanie    | Championnats du monde (f)     | Istanbul  | 13 décembre 2012 |
| 28 s 71 (RM) | Yuliya Efimova      | 1992      | 21  | Russie      | Coupe du monde (f)            | Tokyo     | 10 novembre 2013 |
| 28 s 89      | Rūta Meilutytė      | 1997      | 16  | Lituanie    | Coupe du monde (f)            | Moscou    | 13 octobre 2013  |
| 28 s 81      | Rūta Meilutytė      | 1997      | 17  | Lituanie    | Championnats du monde (f)     | Doha      | 3 décembre 2014  |
| 28 s 81 =    | Benedetta Pilato    | 2005      | 15  | Italie      | International Swimming League | Budapest  | 21 novembre 2020 |
| 28 s 60      | Rūta Meilutytė      | 1997      | 25  | Lituanie    | Coupe du monde FINA           | Berlin    | 23 octobre 2022  |
| 28 s 37 RM   | Rūta Meilutytė      | 1997      | 25  | Lituanie    | Championnats du monde (d)     | Melbourne | 17 décembre 2022 |